# Isoperla transmarina
Isoperla transmarina és una espècie d'insecte plecòpter pertanyent a la família dels perlòdids.

## Hàbitat
En el seu estadi immadur és aquàtic i viu a l'aigua dolça, mentre que com a adult és terrestre i volador.

## Distribució geogràfica
Es troba a Nord-amèrica: el Canadà (Alberta, la Colúmbia Britànica, Saskatchewan, Terranova i Labrador, Manitoba, Nova Brunswick, Nova Escòcia, Ontario, l'illa del Príncep Eduard i el Quebec) i els Estats Units (Connecticut, Delaware, Iowa, Kentucky, Maine, Michigan, Minnesota, Carolina del Nord, Nova Jersey, Nova York, Pennsilvània, Dakota del Sud, Virgínia, Wisconsin, Virgínia Occidental i Wyoming).